# 新潟県道50号小出奥只見線
新潟県道50号小出奥只見線（にいがたけんどう50ごう こいでおくただみせん）は、新潟県魚沼市内を通る新潟県の県道（主要地方道）である。上折立 - 奥只見ダム間は奥只見シルバーライン（おくただみシルバーライン）とよばれる。

## 概要

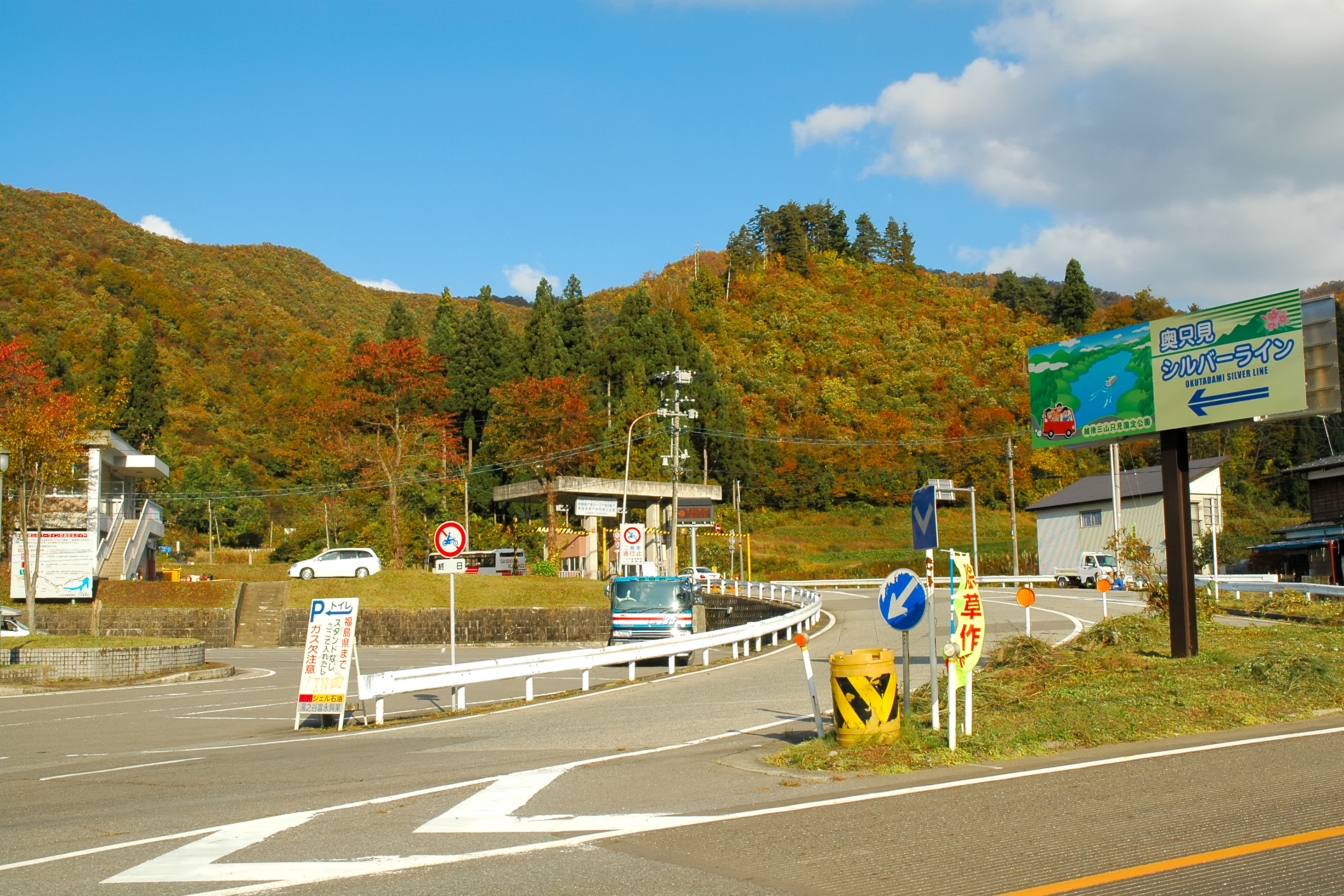
奥只見シルバーライン上折立側

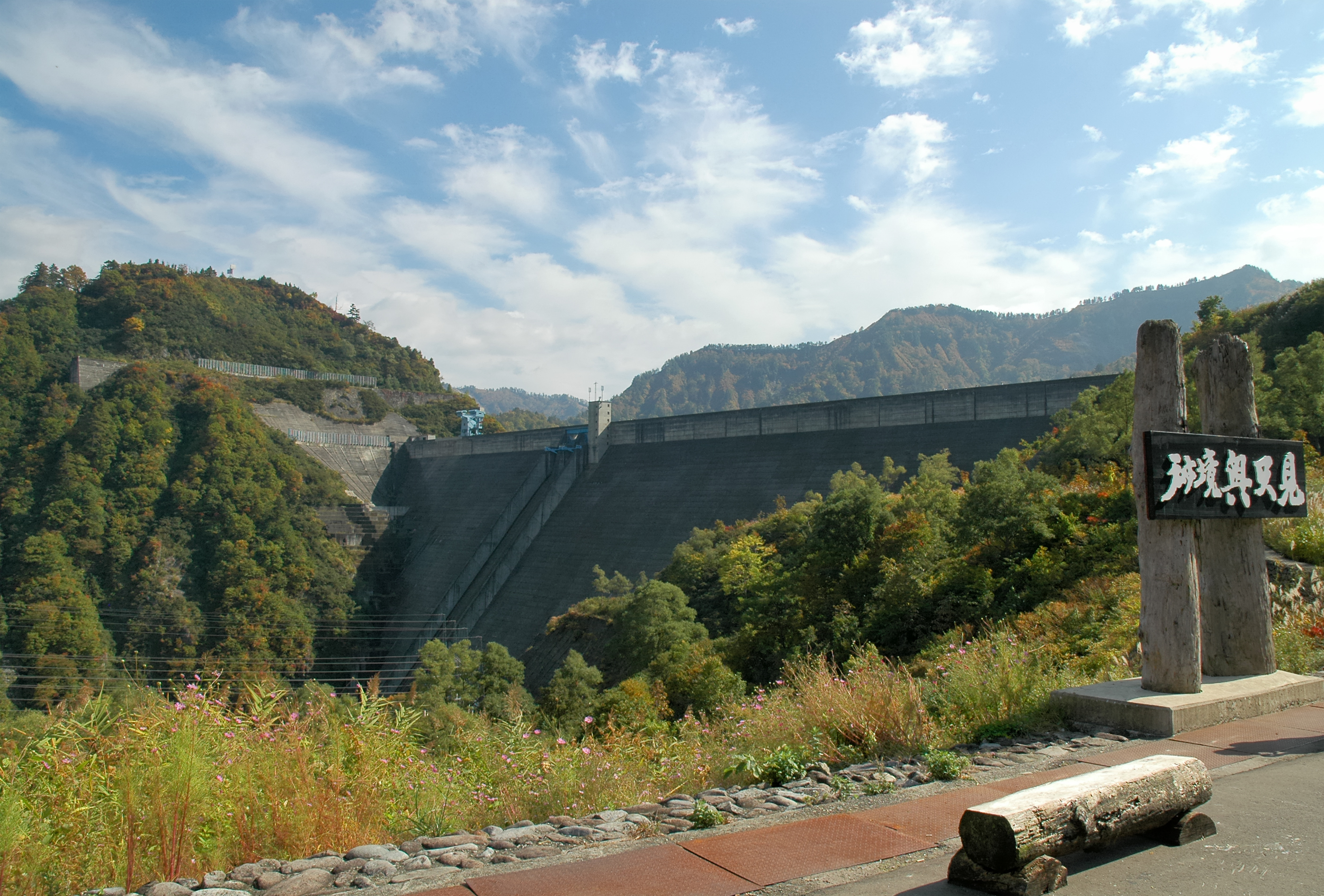
奥只見ダム

起点である魚沼市本町から市内大沢、葎沢、湯之谷芋川を経て奥只見に至る道路。国道352号と並び、小出 - 奥只見を結ぶ幹線道路として機能している。
県道50号は、国道352号と共に佐梨川に沿うように東進。葎沢温泉、芋川温泉など湯之谷温泉郷の温泉場を抜け、湯之谷芋川から上折立までの約3キロメートル (km) の間は国道352号と重複区間となる。
大湯温泉手前の上折立で北側へ分岐し、上折立から奥只見ダムまでの区間は奥只見シルバーラインと呼ばれる。この愛称は、江戸時代に奥只見地区で銀が産出されていたことに因む（銀山についての詳細は上田銀山を参照）。全長22.6 kmのうち18.1 kmをトンネルが占め、計19本のトンネルから成っている。
奥只見シルバーラインの南側で平行して走る国道352号は、上折立以東にある難所の枝折峠を越える勾配が急な狭隘区間である。このため、奥只見シルバーラインはこの区間のバイパス道路としても機能している。ただし、二輪車・軽車両および歩行者は通行禁止となっている。
奥只見シルバーラインは奥只見湖畔で終点となる。県道50号は奥只見ダムから更に只見川に沿って北上し、上大鳥橋南詰が終点となる。その先は福島県境に沿って南会津郡檜枝岐村の村道、さらに只見町の町道となり、下流にある大鳥ダム先に至る。

### 路線データ
- 起点：魚沼市本町3丁目（国道352号交点）
- 終点：魚沼市湯之谷芋川
- 延長：32.4 km（重複区間を含む）

## 施設命名権
新潟県は2007年（平成19年）12月26日、新たな歳入確保策の一環として、県道の通称名に施設命名権を導入する方針を発表した。県は同年度から、沿線の景観が良好な県道について命名権導入に向けた検討作業を進めていた。同年6月に県民を対象に実施したアンケートでは回答者の約7割が命名権導入に賛成した他、県内の企業を対象にしたアンケートでも関心を示す企業が複数現れたことから、道路の維持管理費捻出を目的として導入に踏み切った。企業が管理する私道では同年3月1日、神奈川県の箱根ターンパイクが命名権導入に伴い「TOYO TIRES ターンパイク」（現在はアネスト岩田 ターンパイク箱根）と改称した例があるが、公道への導入例は当時全国初とあって注目を集めた。
そして県は2008年（平成20年）1月31日、県道の命名権募集の第1弾として当県道の一部区間（奥只見シルバーライン、総延長22.6 km）と新潟県道560号田沢小栗山線（魚沼スカイライン、総延長18.8 km）の2路線を対象とした売却先の募集要綱を発表した。公募期間は同年4月1日から9月30日までとし、売却希望額はシルバーラインを年額1,000万円以上、魚沼スカイラインを800万円以上、契約期間はいずれも10年以上を条件とした。加えて、呼称は各路線固有の歴史や文化を考慮したものかつ公序良俗に反しないものとして、呼称決定には沿線自治体の同意を前提条件とした。このうち契約金額について、当時県側は「年間の維持管理費用の約半額程度を想定して設定した」と説明している。
だが結局、公募期間終了までに売却に名乗りを上げる企業は現れなかった。公募期間終了後、県側に対して「設定金額が高過ぎる」との指摘があった。さらに両路線とも大部分が冬季閉鎖となることなども指摘された。こうして結局2路線とも、命名権の売却計画は事実上頓挫している。

## 歴史
シルバーラインは元々只見特定地域総合開発計画の根幹事業である国内最大級の貯水量を誇る奥只見ダムの建設工事用道路として3年の歳月をかけて建設されたもので、全線の80 %がトンネルという難工事の末に1957年（昭和32年）に完成した。ダム完成後は維持管理用の道路として電源開発が所有していたが、1969年（昭和44年）に県に譲渡され、1971年（昭和46年）8月から観光道路として一般車両に開放された。当初有料道路として供用されていたが、1977年（昭和52年）4月から一般県道として無料開放され、その後に主要地方道に指定された。
- 1993年（平成5年）5月11日 - 建設省から、県道小出奥只見線が小出奥只見線として主要地方道に指定される[4]。

## 路線状況

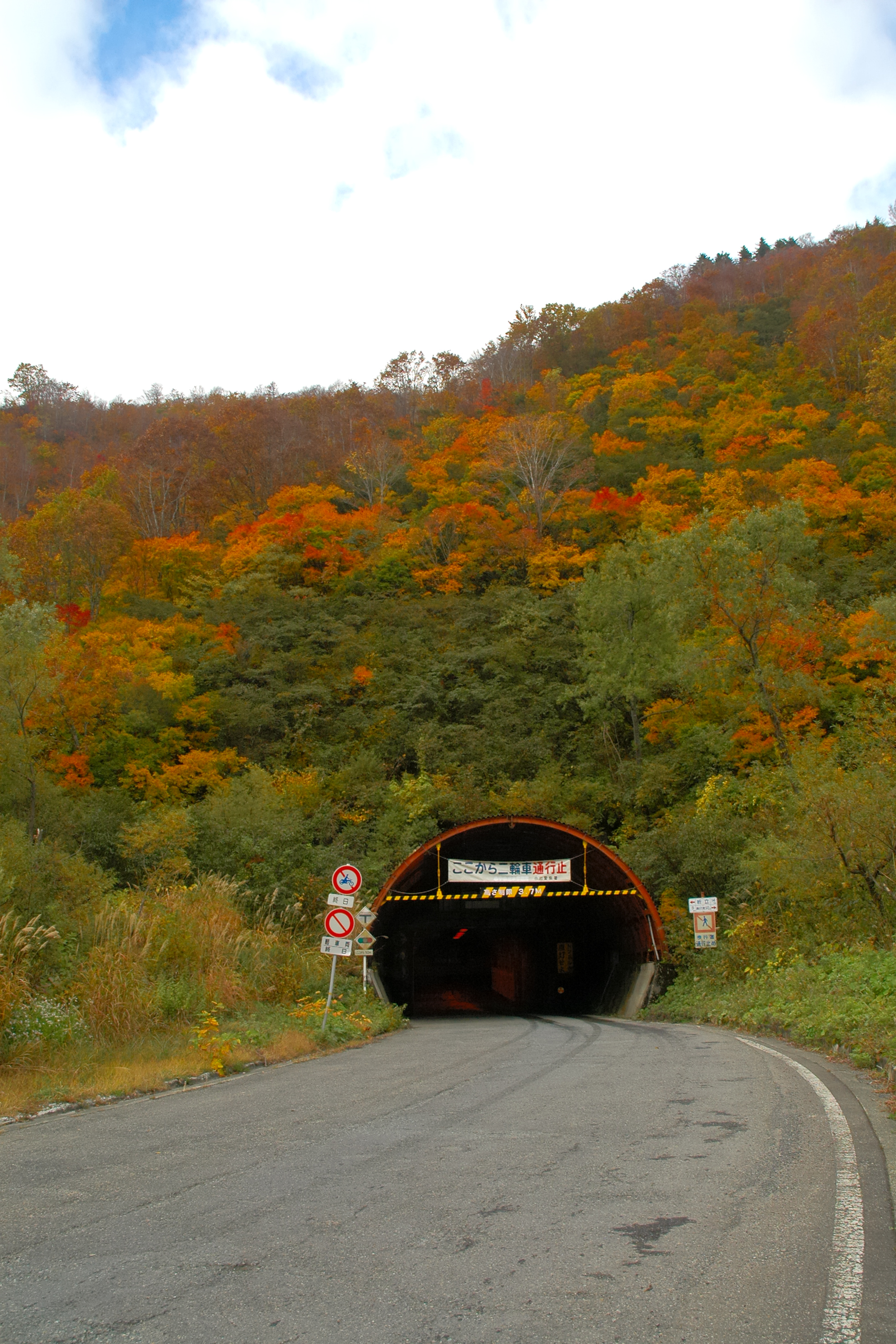
魚沼市道宇津野50号線白光岩トンネル坑口
明神トンネルと交差している

奥只見シルバーライン区間のトンネルは1950年代の工事用トンネルが基本となっているため、構内照明が暗く、道幅が狭い、構内の高さが低いなどの点がある。さらに、急カーブ・急勾配・素堀部分・湧水が随所にあり、さらに交差点がトンネル内に設けられているなど、一般にみられるような道路トンネルとは大きく異なる。素掘や湧水に伴い、トンネル内の路面は常にウエット状態で、外気温差でトンネル出入口付近に霧が立ちこめる場合もあり、極めて特徴的かつ特異なものとなっている。これに伴い、奥只見シルバーラインはスリップ防止や事故防止などの観点から二輪車、軽車両、歩行者は通行禁止で、1月下旬 - 4月中旬に冬季閉鎖となる。

### 別名・通称
- 浦町通り（本町3丁目 - 浦町七交差点）
- 南一条線（浦町七交差点 - 南一条交差点）
- 奥只見シルバーライン（上折立 - 奥只見ダム）

### 重複区間
- 国道352号（湯之谷芋川 - 上折立）

### 道路施設

#### トンネル

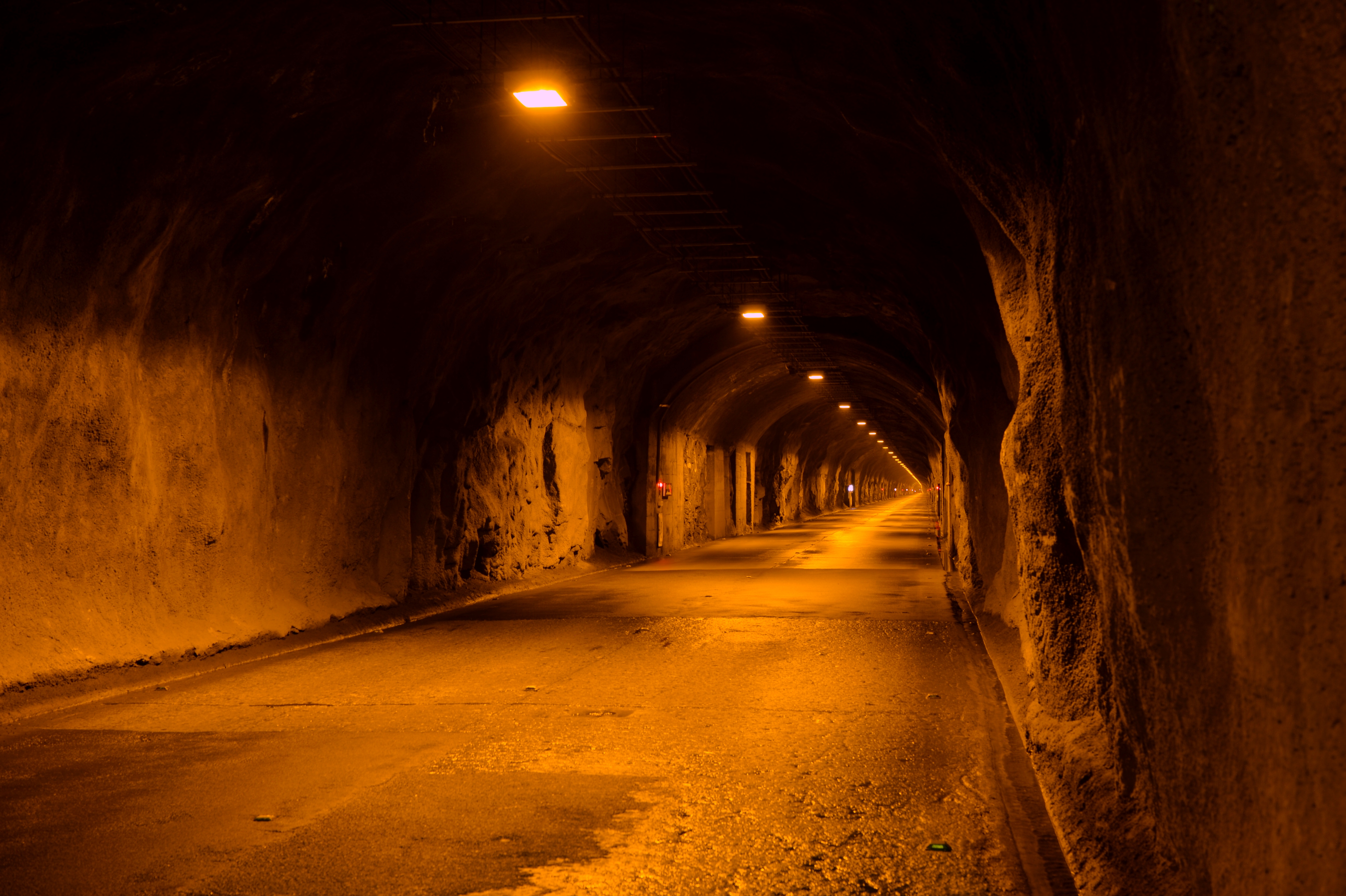
奥只見シルバーラインのトンネル内

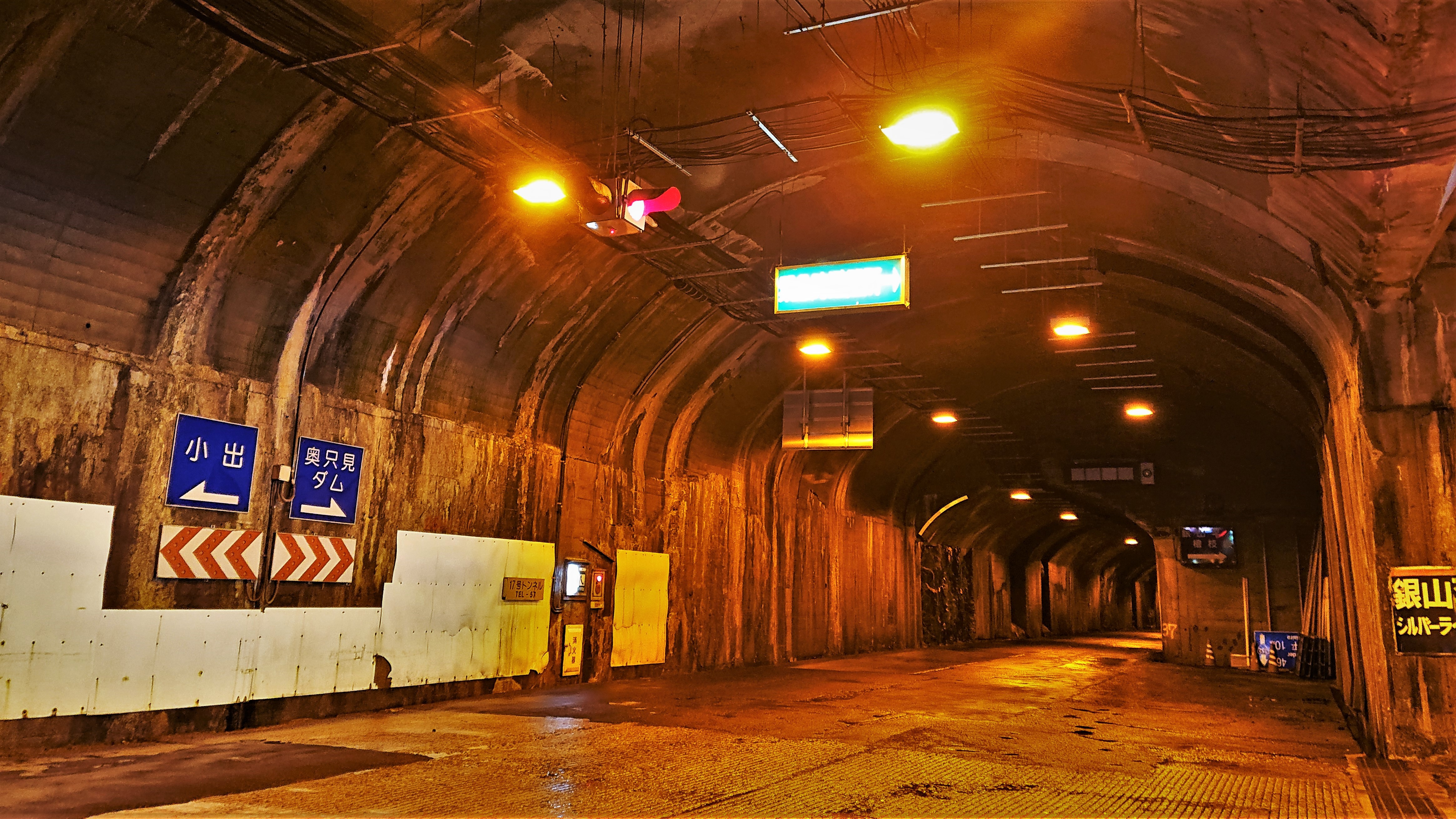
明神トンネルの銀山平交差点

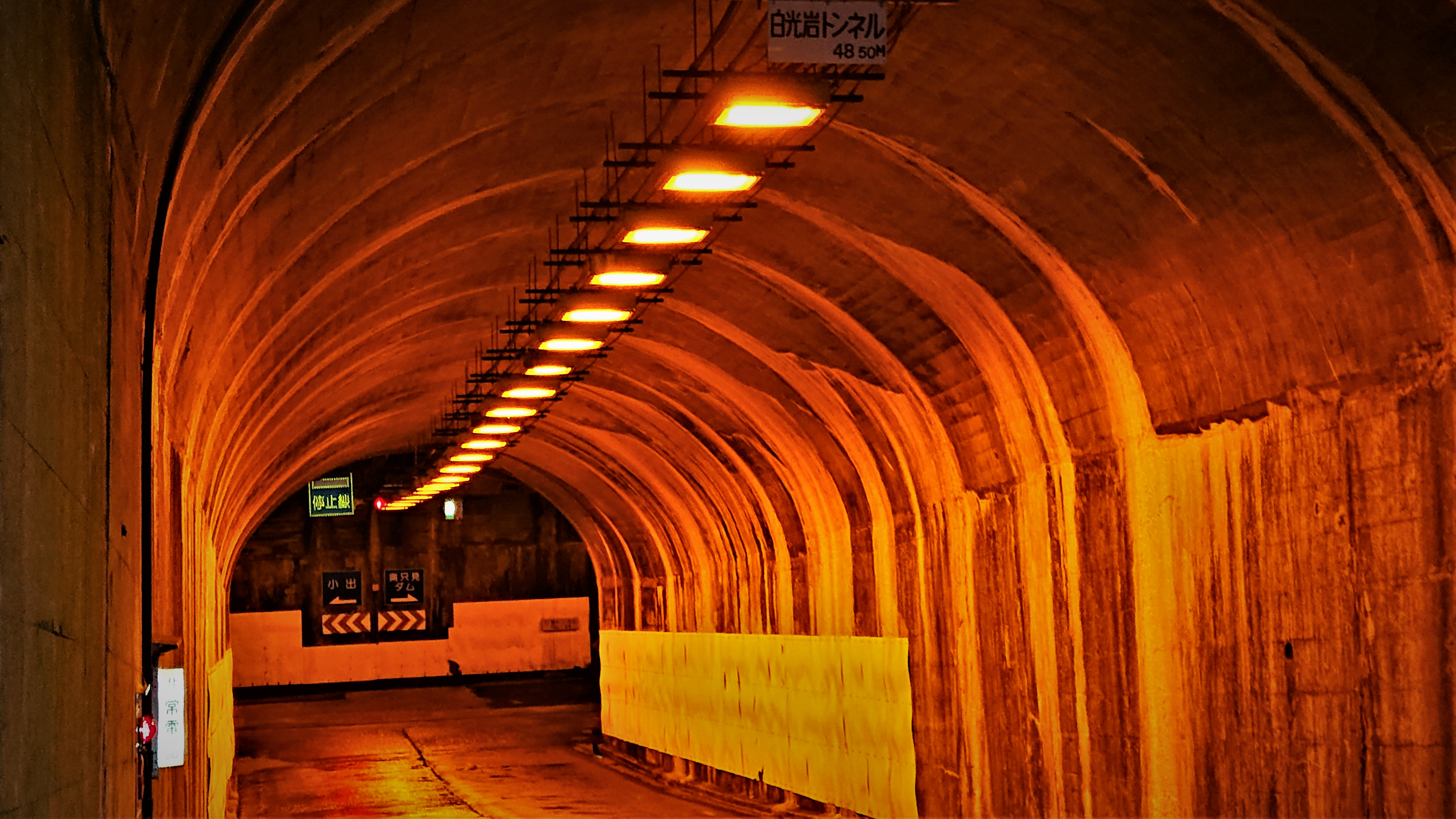
白光岩トンネル

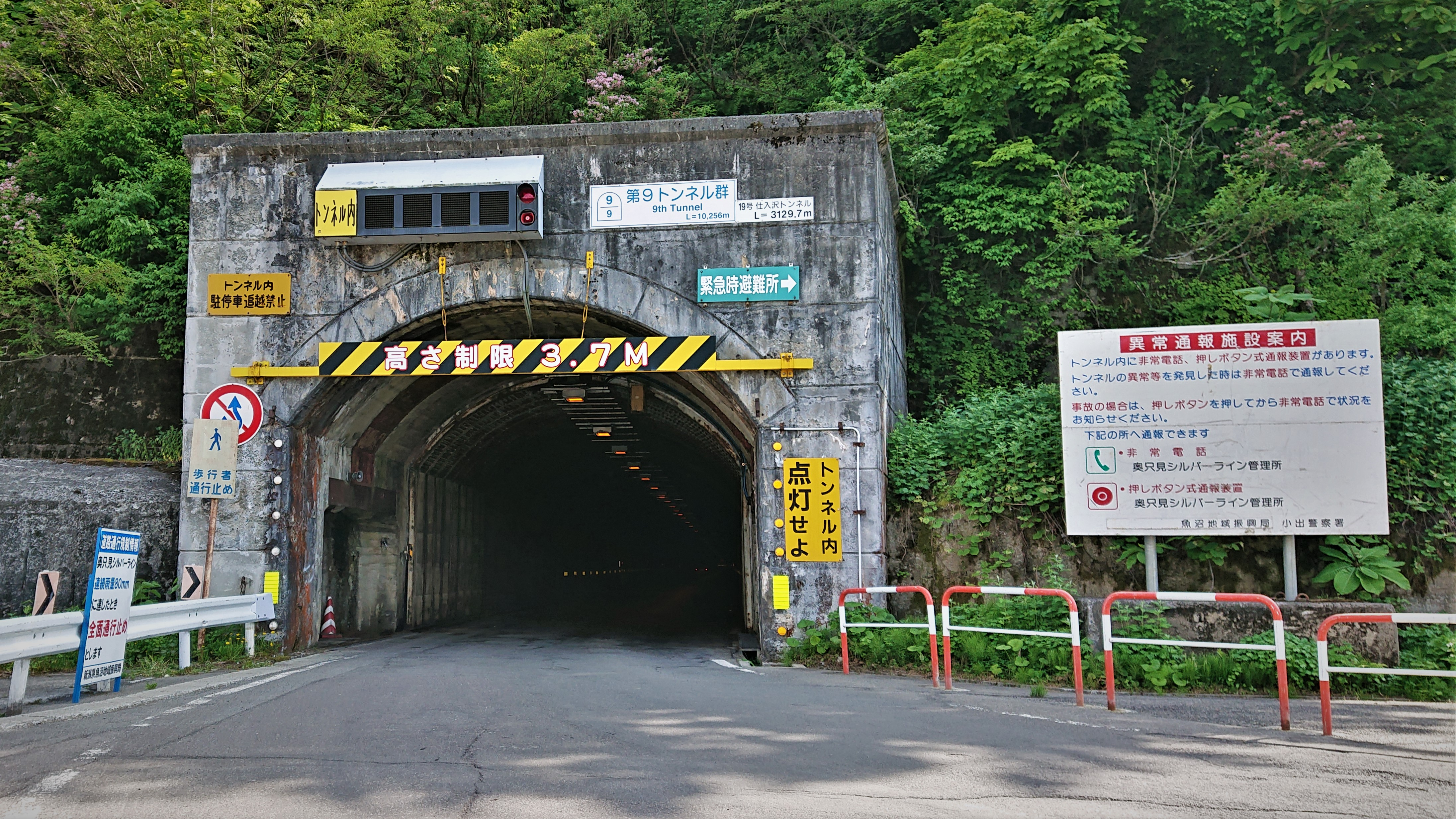
仕入沢トンネル坑口

奥只見シルバーライン区間約22.6 kmのうち、約8割がトンネル区間である。19本あるトンネルはところどころ連続して繋がれており、外光が差してくるところはほんのわずかであるところから、1本のトンネルのようにも見える箇所がある。内壁は素掘りのため岩肌が露出しており、水がしみ出している場所も多い。ここに記載しているトンネル名はすべて奥只見シルバーライン区間のトンネルである。
| 番号 | トンネル名       | 延長      | 備考                                           |
| ---- | ---------------- | --------- | ---------------------------------------------- |
| 1号  | 折立トンネル     | 183.7 m   |                                                |
| 2号  | 西ノ沢トンネル   | 169.0 m   |                                                |
| 3号  | 神山トンネル     | 76.0 m    |                                                |
| 4号  | 猿沢トンネル     | 100.0 m   |                                                |
| 5号  | 駒見トンネル     | 37.3 m    |                                                |
| 6号  | 真平トンネル     | 118.0 m   |                                                |
| 7号  | 吹上トンネル     | 67.0 m    |                                                |
| 8号  | 小屋場トンネル   | 73.7 m    |                                                |
| 9号  | トトが沢トンネル | 395.7 m   |                                                |
| 10号 | 高平トンネル     | 481.1 m   |                                                |
| 11号 | 栃ノ木トンネル   | 67.9 m    |                                                |
| 12号 | 津久ノ岐トンネル | 1,603.0 m |                                                |
| 13号 | 湯ノ沢トンネル   | 2,263.7 m |                                                |
| 14号 | 黒又トンネル     | 1,431.3 m |                                                |
| 15号 | 蕨沢トンネル     | 659.3 m   |                                                |
| 16号 | 居守沢トンネル   | 284.0 m   |                                                |
| 17号 | 明神トンネル     | 3,920.0 m | トンネル内に白光岩トンネルとの銀山平交差点あり |
| 18号 | 荒沢トンネル     | 3,070.5 m |                                                |
| 19号 | 仕入沢トンネル   | 3,129.7 m |                                                |
|      | 白光岩トンネル   | 48.5 m    |                                                |

上記の距離にスノーシェッドの距離は含まない。

#### 道の駅

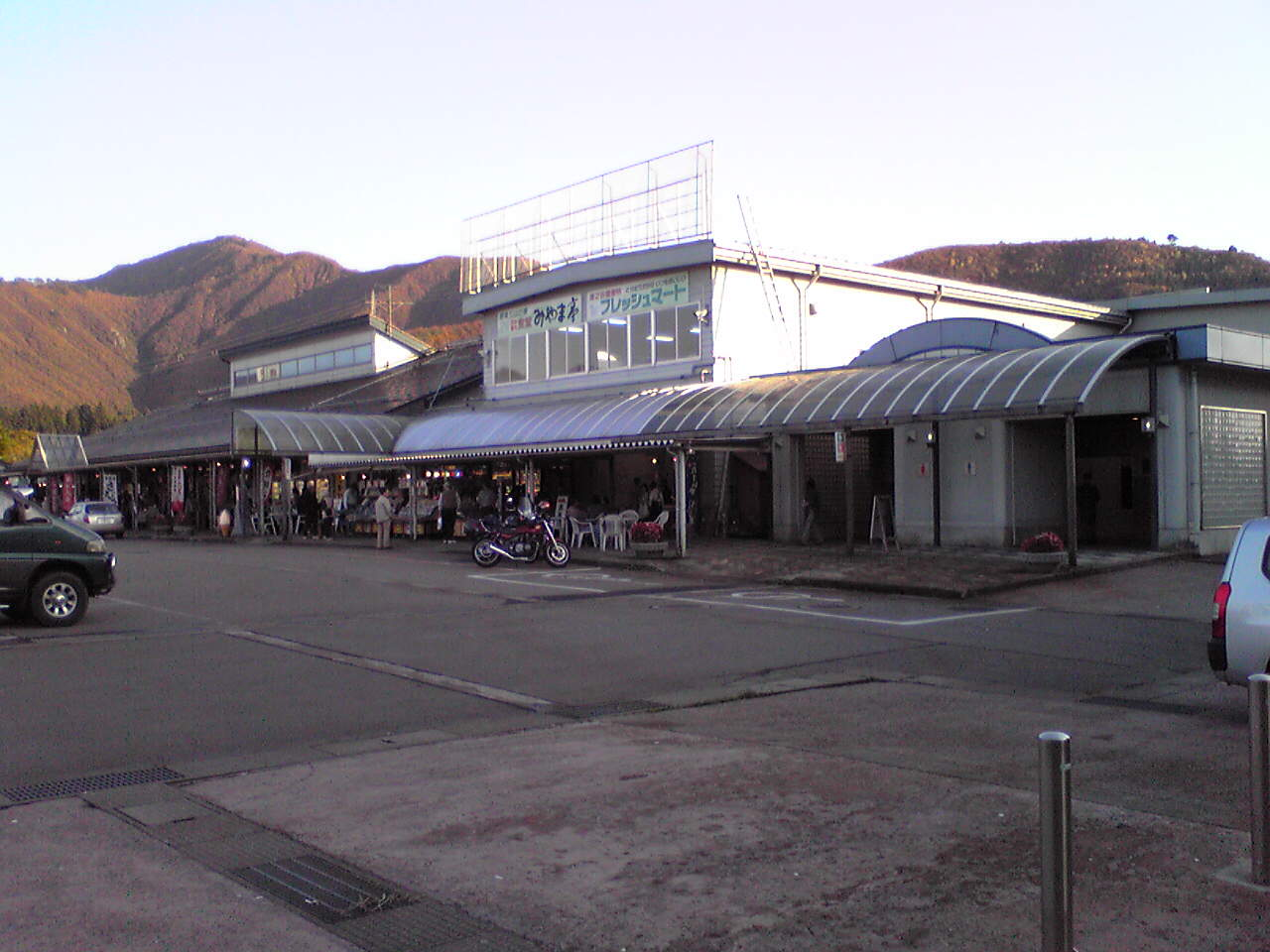
道の駅ゆのたに

- 道の駅ゆのたに（吉田）

## 地理

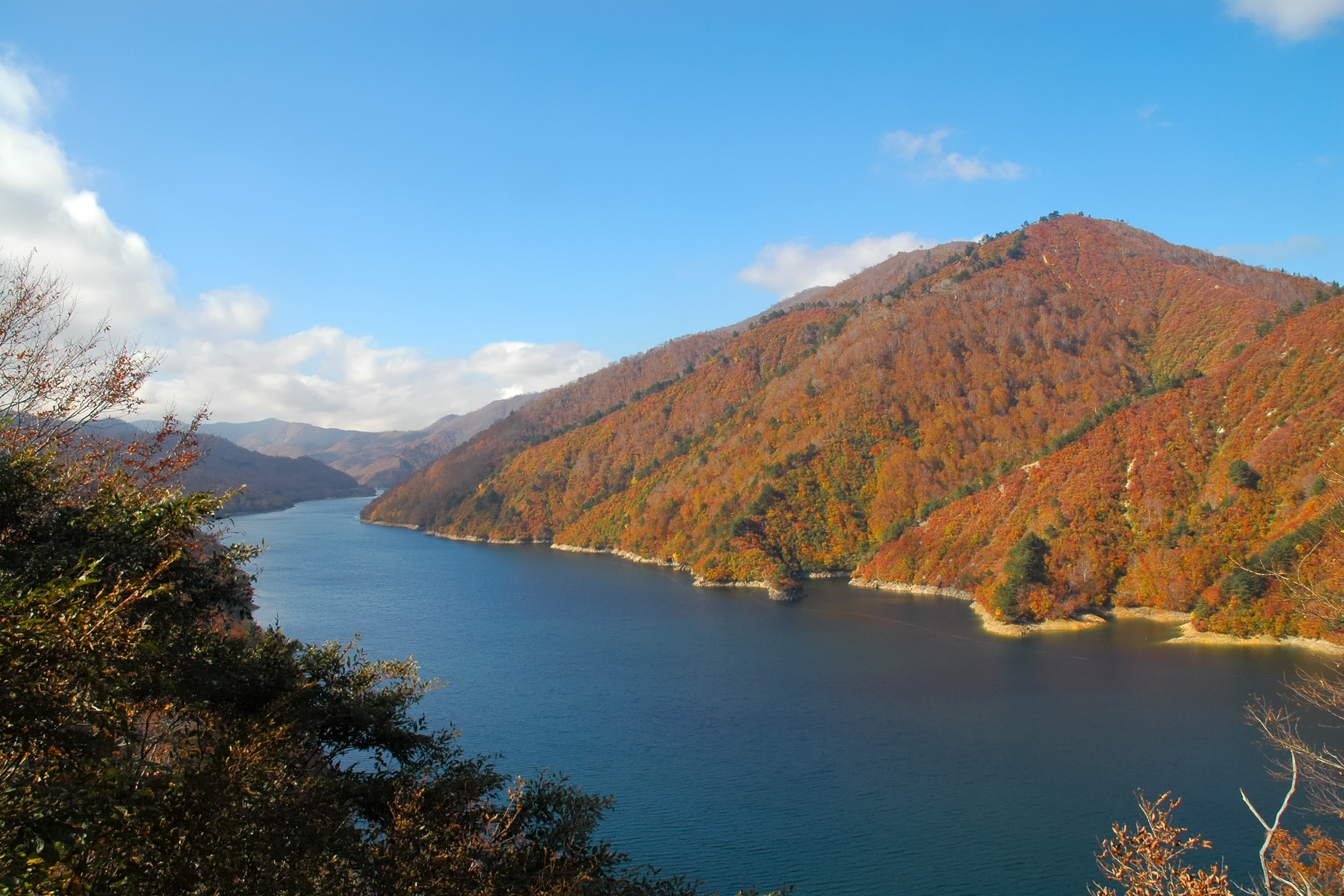
銀山湖（奥只見湖）

奥只見は越後三山只見国定公園の区域にあたり、一年の約半分が雪に覆われる。奥只見ダムは堤高157 mを有す日本最大の重力式ダムである。ダム周辺はこの地区の観光の要衝となっており、奥只見湖を航行する遊覧船には尾瀬方面へ向かう航路もある（尾瀬口船着場から予約型バスで約1時間）。
また、夏の観光シーズンにシルバーライン内を走る南越後観光バスの路線バスが設定され、航路や予約型バスと組み合わせて上越新幹線浦佐駅 - 湯之谷温泉郷 - 奥只見ダム - 尾瀬口 - 尾瀬沼山峠 - 桧枝岐 - 会津鉄道会津高原尾瀬口駅の周遊が可能である。
前述のとおり奥只見シルバーラインは1月 - 3月に冬季閉鎖となるため、本路線以外の交通アクセスがない奥只見丸山スキー場は本路線の冬季閉鎖中に営業を休止するスキー場として知られる。営業期間は11月下旬 - （奥只見シルバーラインの冬季閉鎖中営業休止） - 5月中旬という変則的な運営形態となっている。

### 通過する自治体
- 魚沼市

### 交差する道路
- 国道352号（魚沼市本町三丁目、中央交差点）
- 新潟県道458号下倉小出線（魚沼市小出島、緑町交差点）
- 国道17号（魚沼市井口新田、南一条交差点）
- 新潟県道371号堀之内小出線（魚沼市井口新田、佐梨大橋北詰交差点）
- 新潟県道70号小出守門線（魚沼市吉田、深雪の里交差点）
- 国道352号（魚沼市湯之谷芋川）（芋川 - 上折立間、国道352号重複）
- 新潟県道265号下折立浦佐停車場線（魚沼市、折立交差点）（重用区間）
- 国道352号（魚沼市上折立・シルバーライン入口丁字路）
- 国道352号（魚沼市宇津野・銀山平入口丁字路）※市道宇津野50号線白光岩トンネル、白光岩橋を介して接続

## 登場作品
シルバーライン最奥部にある奥只見ダムはのちに漫画・映画としても展開された「ホワイトアウト」の原作小説の舞台となった事でも知られている。作品において、シルバーラインは犯人グループに爆破され崩落している。